# Mantelbrulaap
De mantelbrulaap (Alouatta palliata) is een aap uit de familie der brulapen en behoort tot de apen van de Nieuwe Wereld, ook bekend als breedneusapen. De wetenschappelijke naam van de soort werd voor het eerst geldig gepubliceerd door John Edward Gray in 1849.

## Uiterlijk
De mantelbrulaap heeft het eerste deel van zijn naam te danken aan de grauwblonde lange haren op zijn rug, die lijkt op een mantel. Hiermee onderscheidt deze brulaap zich ook meteen van alle andere brulapen.
De kop van deze aap is robuust. Het gezicht is onbehaard en zwart van kleur, net zoals de vingers en de tenen. Met uitzondering van de grauwblonde lange haren op zijn rug is de vacht van de aap geheel zwart. De staart kan met een lengte van 50 centimeter net zo lang worden als het lichaam van de aap zelf. De staart wordt vaak gebruikt als een extra houvast tijdens het voortbewegen door de bomen. De onderkant van de staart is kaal zodat de aap meer grip heeft aan de takken.
Het mannetje wordt groter dan een vrouwtje en wordt gemiddeld 50 centimeter groot en bereikt een gewicht van 5 tot 10 kilogram. Het vrouwtje blijft veelal steken op gemiddeld 43 centimeter en gewicht van 3 tot 8 kilogram. Een ander verschil tussen het mannetje en het vrouwtje is de beharing op de kin die bij het mannetje langer is. Het scrotum van het mannetje is opvallend wit gekleurd.
De mantelbrulaap kan een leeftijd van 25 jaar bereiken.

## Leefgebied
Het dier is te vinden van zuidwestelijk Mexico tot het noordelijke deel van Peru en in Colombia ten westen van het Andesgebergte. Hij voelt zich het meest thuis in bosrijke gebieden zoals mangroven, drogewouden en regenwouden. De mantelbrulaap is te vinden tot een hoogte van 2500 meter boven zeeniveau.

## Ondersoorten
- Alouatta palliata palliata – (J. E. Gray, 1849) – Komt voor in Costa Rica, noordoostelijk Guatemala, Honduras, Nicaragua en westelijk Panama.
- Alouatta palliata aequatorialis –  (Festa, 1903) – Komt voor in westelijk Colombia, westelijk Ecuador, oostelijk Panama en noordwestelijk Peru.
- Alouatta palliata mexicana –  (Merriam, 1902) – Komt voor in Guatemala en Mexico.

Twee ondersoorten van de mantelbrulaap worden soms als aparte soort (Alouatta coibensis) beschouwd:
- Alouatta palliata coibensis – (O. Thomas, 1902) – Komt voor op Coiba-eiland.
- Alouatta palliata trabeata – (B. Lawrence, 1933) – Komt voor op het schiereiland Azuero.

Er is nog geen duidelijk bewijs dat deze soort echt verschilt van de mantelbrulaap en wordt dus voorlopig als ondersoort beschouwd.

## Gedrag
De mantelbrulaap is voornamelijk overdag actief, hoewel ze soms voor zonsopgang al met hun activiteiten beginnen. Het onmiskenbare, luide gebrul van de aap is vaak rond zonsopgang en zonsondergang te horen. Het brullen wordt vaak meerdere malen herhaald en wordt voornamelijk gedaan door de mannetjes. Soms brullen ook de vrouwtjes maar deze bereiken niet de volume die de mannetjes kunnen ten horen brengen. Ook is het brullende geluid van de vrouwtjes hoger dan deze van de mannetjes. Het brullende geluid wordt gebruikt voor communicatie om leden van de groep te roepen, of om te weten te komen waar de aangrenzende groepen zich ophouden. Groepen reageren namelijk ook op elkaars brullen. Het brullende geluid kan soms worden gehoord over een afstand van 5 kilometer. De mannetjes hebben achter in de keel een holte die fungeert als een klankkast waardoor ze deze enorme geluiden kunnen produceren. De apen reageren ook op luid geluid van bijvoorbeeld passerende auto's of een luidruchtige groep mensen.
Overdag verplaatsen de apen zich voornamelijk in de bomen en struiken. Ze komen eigenlijk alleen op de grond om brede open stukken te overbruggen. In waterrijke en rivierrijke gebieden zwemmen ze soms ook de rivieren over. Overdag verplaatsen de dieren zich maximaal een kilometer of twee.
De nacht brengen de apen al slapend door in de boomtoppen. In tegenstelling tot veel apen bouwen ze geen nesten maar slapen ze op de bredere boomtakken. Soms alleen soms met één of enkele apen samen. De complete groep blijft wel dicht bij elkaar in de buurt. De mantelbrulapen hebben geen vaste slaapplaats maar maken vaak gebruik van verschillende locaties in hun territoria.
Afhankelijk van de samenstelling van de groep bedraagt het territorium van slechts enkele hectaren tot soms wel 75 hectaren. In een gebied waar een groot aantal groepen zitten zijn de territoria vaak ook kleiner. Ook door ontbossing worden de territoria vaak noodgedwongen kleiner. Een groep mantelbrulapen bestaat soms uit kleine groepjes van 5 apen tot in de grootste territoria soms bijna 50 apen. Gemiddeld bestaat een groep echter uit 13 apen.
De mannetjes zijn dominant over de vrouwtjes waarbij, opmerkelijk, de jongste mannetje en vrouwtje de dominanten zijn in de hiërarchie. De oudste apen staan onderaan de lijst. Het grootste deel van de groep bestaat uit vrouwtjes.

## Voedsel
Het voedselpakket van de mantelbrulaap is opmerkelijk. In tegenstelling tot alle andere apen uit de nieuwe wereld bestaat het dieet van de mantelbrulapen  voor twee derde uit bladeren, wat veel meer is dan de andere apensoorten. Ondanks dat er een grote variëteit aan bladeren wordt gegeten is het verwerkingsproces van de bladeren langzaam en inefficiënt. Omdat jonge bladeren eenvoudiger te verteren zijn dan de oudere bladeren zoeken de apen hun voedsel nauwkeurig uit en eten ze dus voornamelijk de jonge bladeren. Op het moment dat er niet voldoende jonge bladeren voorhanden zijn worden alleen de eenvoudiger te verteren bladsoorten uitgekozen. Het dieet wordt voor een derde deel aangevuld met bloemen en fruit. Het grootste deel van de nodige vocht halen de dieren ook uit de jonge bladeren en bloemen. Vaak drinken ze kleine hoeveelheden water dat in bladoksels en holtes blijft staan.
Omdat het voedsel van de aap traag verteerd wordt brengt hij het grootste deel van de dag ook rustend door en is niet erg actief.

## Voortplanting
Mannetjes verleiden de vrouwtjes met hun tong. Door de tong snel op en neer te bewegen in en uit de mond raakt een vrouwtje soms onder de indruk en mag het mannetje met haar paren. Een paring is echter van korte duur en duurt vaak niet langer dan 30 seconden. Na een draagtijd van 6 maanden trekt het vrouwtje zich terug in een boomtop en wordt er een jong, of zelden twee jongen geboren. De jongen hebben op dat moment nog een zilvergrijze mantel, maar deze kleurt binnen enkele dagen al naar de uiteindelijke kleur. Direct na de geboorte maakt de moeder haar jong schoon en kan het kleintje zich al vastklampen aan de moeder. Na de geboorte komen andere leden van de groep vaak kijken naar het jong. Het jong blijft de eerste twee maanden continu bij haar moeder. Daarna begint het jong de omgeving zelfstandig te verkennen. Na een jaar is het jong volledig onafhankelijk van zijn moeder.
Ondanks dat veel leden van de groep samen met de moeder voor de jongen in de groep zorgen, komt het weleens voor dat alfavrouwtjes die geen directe familie van de moeder zijn het jong kidnappen en soms zelfs doden. Op deze manier probeert het alfavrouwtje enige competitie voor haar eigen jongen te voorkomen. Als een nieuw alfamannetje de groep overneemt, doodt hij bijna zeker alle jonge apen die nog niet de leeftijd van zes maanden hebben gehaald.
Naast deze gevaren vallen ook veel jonge apen ten prooi aan roofdieren zoals slangen, roofvogels en katachtigen. Minder dan de helft van alle jongen wordt ouder dan een jaar.
Jonge mannetjes verlaten op een leeftijd van drie jaar de groep, waarna ze enkele jaren alleen of met andere vrijgezellen rondtrekken. Daarna proberen ze een andere groep over te nemen. Dit gebeurt door zich op te houden dicht bij een groep en de vrouwtjes te verleiden. Daarna daagt hij het alfamannetje van de groep uit. Op een leeftijd van drie jaar zijn ze geslachtsrijp, maar ze planten zich veelal niet voort voor hun zesde levensjaar. Ook jonge vrouwtjes verlaten de groep, meestal op een leeftijd van twee of drie jaar en sluiten zich dan binnen een tijdsbestek van een jaar aan bij een nieuwe groep.

## Afbeeldingen

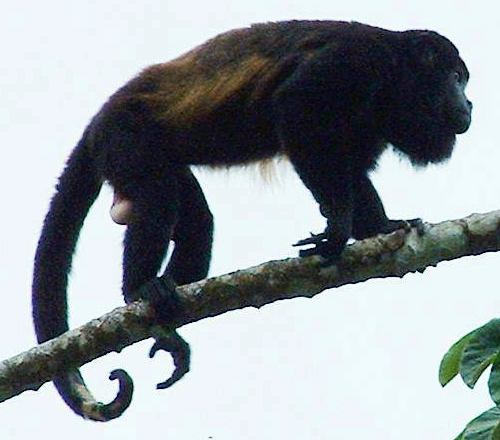
Mannetje met mantelachtige rug en witte scrotum.
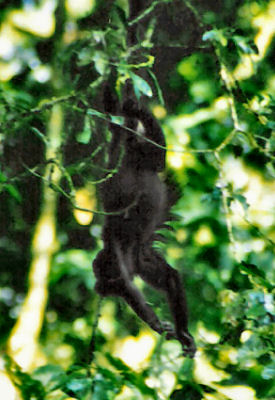
Hangend aan de grijpstaart.
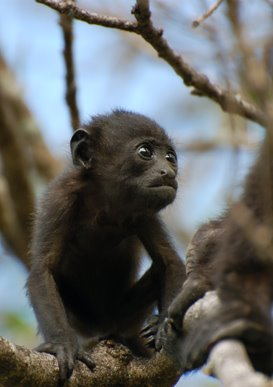
Jong exemplaar
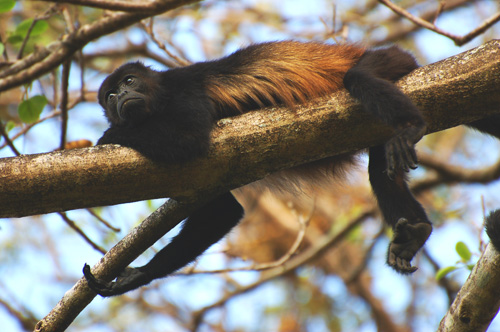
Rustend op een tak